# イオンタウン名西
イオンタウン名西（イオンタウンめいせい）は、愛知県名古屋市西区香呑町6丁目49番1にあるショッピングセンター。
イオンタウン株式会社が管理・運営する。

## 概要
1970年（昭和45年）11月21日に開業し、2005年（平成17年）6月20日に閉店したダイヤモンドシティ・名西ショッピングセンターの跡地に2013年（平成25年）9月6日に開業した。
なお、正式開業前の2013年（平成25年）8月4日にイオンふるさとの森づくり植樹祭を開催され、同年9月3日にプレオープンしている。
屋上にレンタル菜園を設置したほか、趣味・特技を発表するスペースを設置しており、それらを含めてイベントを年間1000回行い、地域住民が楽しみを持って集まるショッピングセンターを目指して開業した。

## テナント

### 2022年（令和4年）5月現在
GUなど約73店舗が出店している。
出店テナント全店の一覧・詳細情報は公式サイト「イオンタウン名西 フロアーガイド」を参照。

## 交通アクセス

### 鉄道
- 名古屋市営地下鉄鶴舞線 庄内通駅下車1番出口から東へ徒歩で約3分。

### 路線バス
- 名古屋市営バス名駅12系統・西巡回系統・栄27系統「庄内通3丁目」バス停下車、北東へ徒歩で約3分。
- 名古屋市営バス栄13系統「香呑町」バス停下車、北西へ徒歩で約3分。
- 名古屋市営バス名駅12系統・名駅13系統・栄11系統「名塚」バス停下車、南へ徒歩で約3分。

### 自動車
- 名古屋高速6号清須線 庄内通出入口・鳥見町出入口から愛知県道63号名古屋江南線（名草線）庄内通3丁目交差点を東へ入りすぐ。

## 付記
2012年（平成24年）2月28日、大規模小売店舗立地法に基づく新設の届出を名古屋市に提出した。